# Ōta Suketoki
Ōta Suketoki est un nom japonais traditionnel ; le nom de famille (ou le nom d'école), Ōta, précède donc le prénom (ou le nom d'artiste).
Ōta Suketoki (太田 資言) (1769 - 3 juillet 1810) est le 4e daimyō Ōta du domaine de Kakegawa dans la province de Tōtōmi, (moderne préfecture de Shizuoka) au milieu de l'époque d'Edo du Japon.

## Biographie
Ōta Suketoki est le quatrième fils de Ōta Sukeyoshi, 2e daimyo Ōta du domaine de Kakegawa, par une concubine. Comme son frère ainé Ōta Sukenobu meurt en 1808 sans héritier mâle, il hérite de la position de chef de famille du clan Ōta et daimyō de Kakegawa. 
Cependant, Ōta Suketoki décède seulement deux ans plus tard à l'âge relativement jeune de 42 ans. Bien que marié à une fille de Makino Tadakiyo, daimyō du domaine de Nagaoka dans la province d'Echigo, il n'a qu'une fille et le domaine passa à son beau-frère à sa mort.
Sa tombe se trouve au Myōhokke-ji, temple du clan Ōta situé à Mishima dans la préfecture de Shizuoka.

## Source de la traduction
- (en) Cet article est partiellement ou en totalité issu de l’article de Wikipédia en anglais intitulé « Ōta Suketoki » (voir la liste des auteurs).